# بخش قاهره، شهرستان رنویل، مینه سوتا
بخش قاهره (به انگلیسی: Cairo Township) یک منطقهٔ مسکونی در ایالات متحده آمریکا است که در شهرستان رنویل، مینه‌سوتا واقع شده‌است.
 بخش قاهره ۸۸٫۵ کیلومتر مربع مساحت و ۲۷۱ نفر جمعیت دارد و ۳۱۳ متر بالاتر از سطح دریا واقع شده‌است.